# Юбани, Зеф
Зеф Юба́ни (алб. Zef Jubani; 1818, Шкодер, Османская империя — 1 февраля 1880, Шкодер, Османская империя) — албанский поэт, историк, фольклорист, переводчик, просветитель, широко образованный литератор и публицист. Деятель албанского национального Возрождения.

## Биография

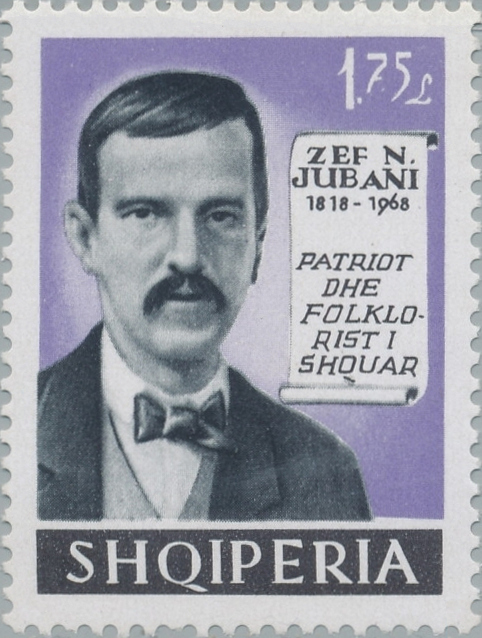
Почтовая марка Албании, посвященная 150–летию со дня рождения З. Юбани. 1968 г.

Родился в католической купеческой семье. Образование получил на о. Мальта, где учился в коммерческой школе. Работал секретарём английских и французских дипломатических представителей в Шкодере. Был помощником вице-консула Соединенного Королевства (в 1853). Значительную часть своей жизни провёл в Триесте, Венеции и на землях современной Черногории.
В 1857 создал первую рабочую организацию (подмастерьев) «Общество вспомошествования» («Shoqëri ndimëtare»).
Занимался собиранием североалбанского фольклора, народных песен, принимал участие в формировании литературной комиссии по исправлению албанского языка и популяризации албанской литературы. Выступал за создание уникального алфавита албанского языка, утверждая, что, поскольку албанский — уникальный язык, то он должен иметь отдельный алфавит и написал учебник-грамматику албанского языка.
Переводил с итальянского и турецкого языков.
В 1871 опубликовал «Сборник албанских народных песен и поэм» («Përmbledhje këngësh popullore dhe rapsodi poemash shqiptare»), в котором представлен северо-албанский историко-героический эпос конца XVIII — начала XIX веков.
В 1878 году издал труд, посвящённый торговым отношениям Венеции с албанскими землями, книгу о практике торговли в Османской империи.
Автор «Истории Гьёрга Кастриота», труда, посвящённого жизни и деятельности Скандербега (остался неопубликованным), статей на экономические и политические темы и патриотических стихов.
Политическая философия З. Юбани, в значительной степени, сложилась под влиянием классического либерализма и антиклерикализма во время его пребывания на Мальте и в Италии. Он считал, что реформы должны базироваться на промышленной экономической политике, в центре которой будет албанская буржуазия, чья торговля с Европой должна поощряться, за счет снижения налогов, и которая будет, в значительной степени, поддерживать промышленное развитие Албании.
В своих статьях часто обвинял католическое и мусульманское духовенство в разжигании и поощрении религиозной сегрегации и различий. Подвергал критике итальянских миссионеров за обучение молодёжи только на итальянском языке. Иезуитские миссионеры Шкодера, в конце концов, осудили З. Юбани перед Святым Престолом, как антиклерикального пропагандиста.